# センチメンタルグラフティ
『センチメンタルグラフティ』（Sentimental Graffiti）は、1998年1月22日にNECインターチャネルより発売されたセガサターン向けの恋愛シミュレーションゲーム。また、同ゲームを含む一連のメディアミックス企画の総称。公式の略称は「センチ」。「セングラ」という略称でも知られている。
後にWindows版、PlayStation版も発売された。また、2010年2月10日からガンホー・オンライン・エンターテイメントがゲームアーカイブスで配信している。

## 概要
ゲーム本編ではプレイヤーの分身である「少年」本人の視点で物語が進行するが、小説版やアニメではヒロインの視点で物語が進行する。少年でもヒロインでもなく、第三者の視点で物語が進行するのは、アニメ『センチメンタルジャーニー』の第3話「七瀬優 －星降る夜の天使－」。ゲーム本編における、杉原真奈美が住む高松でのBGMは小柳ルミ子の『瀬戸の花嫁』を基に作ったものである。実際、JR高松駅では発着メロディに『瀬戸の花嫁』が採用されている。

### ゲーム発売以前
1994年に発売された『ときめきメモリアル』が爆発的なヒット作となり、コンシューマーゲームにおいて恋愛ゲームというジャンルが広く認知されるに至った。それを受けて、『卒業』シリーズの主力スタッフだったNECインターチャネルの多部田俊雄とゲーム制作会社マーカスの窪田正義が、『ときメモ』に続く新しいブランド（「ネクスト『ときメモ』」と銘打っていた）とするべく共同考案したのが本作である。
脚本や文章を大倉らいた、キャラクター原案（イメージイラスト）を甲斐智久が担当。ヒロイン役の声優の内6人は青二プロダクションの新人を中心に起用。残りの6人は当時珍しかった一般公募による選考で揃えている。いずれのスタッフも当時は知名度が低く、その分メディアへの露出も少なかったが、強力な販促活動でバックアップすることによって独自のブランドを作り出すという販売戦略だった。
なお、大倉は本作に関わる前に『卒業』第1弾のヒロイン5人組の卒業後の生活を描いた作品『結婚 いつかあなたと...』を執筆していた関係で『卒業』シリーズとは間接的に繋がりがあった。この縁故により、当作にも『卒業』シリーズの舞台となる清華女子高等学校が登場し、ヒロインの内の1人である星野明日香が在籍する学校として設定されているほか、ゲーム本編でも清華女子高校の制服を着た明日香のアイコンが採用されている。このため、当作は『卒業』シリーズの関連作品、またはシリーズ作品として位置付けられている。
それだけに当初から活発な宣伝がなされており、『電撃G'sマガジン』における連動小説の掲載を始めとして各ゲーム雑誌で多くの特集記事や広告が掲載された。1997年からはTBSラジオにて『センチメンタルナイト』が放送され、声優による本格的なプロモーションを開始。「SGガールズ」と名付けられたユニットを組んでイベントやコンサートが精力的に行われた。関連グッズの発売も積極的に行われ、中でもプレディスクとして制作され3万枚限定で出荷された『センチメンタルグラフティ ファーストウィンドウ』は予約が殺到したため入手困難となり、最大で1万5千円前後ものプレミアム価格で取引されるほどだった。
1997年11月には三一書房から『センチメンタルグラフティ攻略読本』（ISBN 4-380-97294-1）という書籍がゲーム発売に先行して発売された。ゲーム発売元から許可を得ずに執筆されたためゲームキャラクターのイラストは一切使用せず、公開されているキャラクター設定から勝手にゲーム内容を予想して「攻略」するという内容で、攻略本ではなく謎本に分類される書籍である。
ゲーム発売前からキャラクターグッズやドラマCDなどや小説が「それまでの印税だけで数億円は下らない」という説が出るほどの高い売上を記録し、中には「そんなに儲かったのなら、もうゲームを発売しなくてもいいのでは?」と言い出す者もいた。
こうして発売前から大きな話題を呼んでいたが、本編の発売は当初予定の1997年11月から遅れて1998年1月22日に発売され、販売本数は上々だった。

### 以降の展開
本編発売後も積極的な営業活動が引き続き行われ、メディアミックスの一環として制作されたTVアニメ『センチメンタルジャーニー』の放送やコンサートツアーなど新しい展開が見られた。これはPlayStation用ソフト『センチメンタルジャーニー』の発売を睨んでのものであり、この販売はNECインターチャネルではなくバンプレストによって行われている。ゲーム本編は『センチメンタルグラフティ』の時と同様、発売延期となった。発売延期の影響もあり『センチメンタルジャーニー』の売上が低調に終わると、その後は『センチメンタルグラフティ』全体の人気が急速に下降していく。
『センチメンタルジャーニー』の販売に携わったバンプレストが撤退し、代わって再び販売事業に乗り出したNECインターチャネルが後に続編『センチメンタルグラフティ2』を発売したが、その際にはこれまでのような大規模な宣伝は見られなかった。「前作主人公が交通事故で死んだという設定」について、前作のシナリオ担当だった大倉も続編のシナリオを担当しなかった理由について、「前作の主人公が死ぬ、という設定の変更が不可能で、書きたくても書けなかった」と語っている。脚本は結果的に、有限会社クリエイターズプロデュースユニットゴー（C.P.U. GO）が担当することになった。売上・評価・人気などすべての面で不振だった。なお、脚本を手掛けたライターの一人（役職上はシナリオ監督）は後にライトノベル作家として有名になる松智洋である。また、『2』を企画した窪田が率いるマーカスは『2』の制作中に倒産し、同社が所有していた『センチメンタルグラフティ』関連の権利はNECインターチャネルに譲渡されているため、『2』の著作権表記にはマーカスの名前は入っていない。
その一方で、2001年3月29日には『電撃G's』連載小説の上巻を元にしたノベルゲーム『センチメンタルグラフティ〜約束』がPlayStation向けに、本編のPlayStation移植版と同時に発売された。また、小説版の下巻を元にしたノベルゲーム『センチメンタルグラフティ〜再会』も発売する予定だったが、発売中止となっている。
不評に終わった『2』を立て直すべく、センチメンタルシリーズの最新作として2004年10月28日にPlayStation 2用ソフト『センチメンタルプレリュード』が発売された。『2』との物語的関連性を断ち切り、大倉をライターとして復帰させるなど、ユーザーが抱いていた『2』への不満を一掃しての仕切り直しを計ったものの、売上・評価・人気などすべての面で『2』以上の不振を極め、この作品を最後にセンチメンタルシリーズに終止符が打たれた。
その後、原作者の大倉らいたは当作に間接的に関係する『坂物語り』を執筆する。それなりに人気が在り、グッズが発売されるなどしたが、ゲーム化やアニメ化などはされず、ささやかに終了している。その後は『リリカルレストラン あした天使の翼をかりて・・・』の執筆を最後に消息不明となり、現在に至っている。一方、ヒロイン役を務めた声優陣は殆どがその後も芸能活動を続けている。当作における直接の関連プロジェクト自体は前述のように『センチメンタルプレリュード』が最後となっているが、当作がデビュー作であった西口有香は当作に対して強い想い入れがあるらしく、時折当作について触れることがあり、またネット中継で当作を実況プレイするという企画に何度も出演したりしている。2018年1月22日には発売20周年記念を迎え、それに合わせて本作の発売20周年記念プロジェクトが行われた。

## ゲーム内容
高校3年になる春休み、かつて中学卒業まで幾度となく転校を繰り返した主人公（デフォルト名は田中一郎）の元に、「あなたに会いたい」と書かれた差出人不明の手紙が届く。手紙の送り主を探すために主人公は全国各地を回り、思い出に残る12人の少女と再会する。
1年間の間に、平日の学業とアルバイトをこなしながら北海道から九州までの全国12都市を回り、ヒロインとのイベントを発生させることによって、ストーリーを進めるのが基本的な流れになる。各地にいるヒロイン達へ逢いに行き、ヒロインと各地方都市の名所を訪れる擬似観光体験が楽しめる。
それぞれのストーリーの進捗状況によって、各ヒロインごとのハッピーエンド、グッドエンド、バッドエンドのいずれかのエンディングを迎えることとなる。手紙の送り主を探すのが本来の目的なのだが、実際はエンディングで最も親密になってハッピーエンドを迎えたヒロインが送ったということになる。
期間は1998年3月21日（土）6時から1999年3月7日（日）まで。学校がある平日は自動処理でアルバイトをしたこととなり、プレイヤーがコマンドを実行して東京の外に出れるのは休日である土曜・日曜・祝日等（ゴールデンウィーク含む）・長期休校期間（春休み ・夏休み ・冬休み ）のみ。休日に実行できるコマンドには「電話をする」（東京の自宅からのみ）「バイトをする」「休む」（自宅・野宿・ユースホテル・シティホテル）「他の街に移動する」（快速列車・快速夜行・特急列車・特急夜行・飛行機・フェリー・深夜バス・ヒッチハイク）などがあり、それぞれに応じた所持金や体力（本作では行動力）が変化したり時間が経過したりする。ヒロインには「好感度」と「せつなさ度」が設定されており、好感度は会うことによって、せつなさ度は連絡を取らないことによって上昇する。せつなさ度が上がった状態で再会すると好感度が大幅に上がりイベントが発生しやすくなるが、東京に帰ると主人公の元への留守番電話が掛かってくる。留守番電話で休日にメッセージを聞くための時間が自動的に消費され、無言電話の場合は行動力最大値が低下する。またせつなさ度が上がり過ぎると「せつなさ炸裂」状態となってヒロインと通常通りには会えなくなる。「せつなさ炸裂」状態になったヒロインに対しては、地方都市の市外に行って会うことで関係を修復することができるが、ハッピーエンドを迎えられなくなる（なお、主人公の意思で各地方都市の市外に行くことができるのはこの時だけ）。ヒロインとは移動中に偶然出会ったり、東京滞在中に上京してきたりすることがある。またエンディングは好感度ではなくこなしたイベントの数によって決定するため、あくまで好感度はそのイベントを発生させやすくするための数値という意味のものでしかない。
行動力の最大値はヒロインと会ったりすることで上がるが、地方都市から遅く帰って学校の登校時間に間に合わなかったり無言電話を聞くなどして下がる。
電話のコマンドでデートの約束を取り付けて会うことができる。しかし、デートの待ち合わせ日時について相手から指定されて主人公が待ち合わせ日時を指定するイニシアチブが制限されていることや、デートの待ち合わせ時間に遅れると好感度が下がることのデメリットがあり、またデートの約束がなくてもヒロインたちが住む都市の場所を歩くだけでヒロインと偶然会うことが可能である。そのためデートの約束を取り付けるメリットは確実にデートをすることくらいである。
デートの約束をすっぽかした後に電話をする際に主人公から別れを切り出すこともできる（ただし、登場したヒロインの中で残り1人のヒロインとは別れることはできない）。
後に発売されたWindows版及びPlayStation版では、イベントの発生条件が変更されたり、会話で選んだ選択肢がヒロインのパラメーターに影響するようになるなど、システム面において大幅な変更が加えられている。

## 登場キャラクター
各ヒロインの誕生星座は13星座占いに基づくものであり、12星座占いに照らすと星座が一致しないヒロインがいる。
全ヒロインが本作から2年後の世界を舞台にした「2」に登場しており年月の経過等により一部設定に変化がある、詳細は「2」の記事を参照。
田中 一郎（たなか いちろう）※デフォルト名
本作の主人公で、東京都緑が丘3丁目在住の高校生。父親の度重なる転勤により、小学校入学から中学校卒業まで転校を繰り返しながら、日本各地の12都市で過ごしてきた過去を持つ。中学1年の前半については不明であるが、実質的には小学6年の後半も卒業式を待たずに去っているため、何処の小学校を卒業したのかも不明である。ある日、差出人不明の手紙を受け取ったことをきっかけに、手紙の主を捜すため再び思い出の12都市を駆け巡り、その当時に知り合った12人の少女達と再会する。
小学校入学から中学校卒業までに過ごした各地方都市は、青森市（小学1年から小学4年前半）、仙台市（小学4年後半）、札幌市（小学5年前半）、大阪市（小学5年後半）、京都市（小学6年前半）、名古屋市（小学6年後半）、不明（中学1年前半）、広島市（中学1年夏休み）、長崎市（中学1年後半）、金沢市（中学2年前半）、横浜市（中学2年後半）、高松市（中学3年前半）、福岡市（中学3年後半）。なお、主人公は青森県青森市に住む前は東京都内に在住していたことが判明している。
沢渡 ほのか（さわたり ほのか）
声：鈴木麻里子
身長：160cm / スリーサイズ：79/56/80 / 誕生日：5月14日 / 星座：牡牛座 / 血液型：O型
北海道札幌市出身、私立祥桜学園高等学校在籍。主人公とは小学5年の前半（アニメでは小学6年の後半）に出会う、温厚かつ明朗な性格で誰からも好かれる正統派美少女。北海道大学獣医学（センチメンタルジャーニーでは考古学）教授の父を持ち、自らも乗馬をたしなむ一方、同年代の男性を苦手とし、少々ファザーコンプレックスな節が見受けられる。過去に馬と接する課外授業があった際、とある男子生徒によるイタズラにより危うく落馬しかけたところを主人公が身を挺して助けたが、主人公はその際に腕を骨折してしまう。責任を感じた彼女が主人公を看病していくうちに、他の男子生徒とは違う人となりに惹かれたことが、主人公への特別な想い入れを持つきっかけとなった。
作中屈指の人気キャラであり、それゆえに唯一サービスシーンがある。
ゲーム中ラベンダー畑でのデート中、「う～んいい風～」と言っていたその風にミニスカートを捲られてしまう。
トレカでも風でスカートが捲れていて、「アイスを食べてると、いっつも風がイタズラする」と嘆いている。
安達 妙子（あだち たえこ）
声：岡田純子（「2」のみ有島もゆ）
身長：158cm / スリーサイズ：84/59/86 / 誕生日：1月19日 / 星座：山羊座 / 血液型：A型
青森県青森市出身、青森県立青垣高等学校在籍。全ヒロイン中唯一の左利き。ソバカスが特徴的で、料理が得意という素朴ながらも家庭的な少女。見た目どおり化粧や派手なファッションは苦手。実家は酒屋で、純という弟が1人いる。12人の少女の中で最も早い時期に出会っており、主人公は小学1年から小学4年までの3年半ほど安達家に居候していたため一緒に過ごした期間も一番長く、幼馴染に近い間柄の少女である。当時、主人公の一家が安達家に居候の身であったことをクラスメイトの男子から「安達夫婦」とからかわれるのが嫌で、「好きでもなんでもない」と思わず口走ってしまったのを、既に転校が決まっていた主人公が聴いてしまい、その時に見せた寂しそうな顔が忘れられなかったことから徐々に想いを募らせていく。父親は安達家の婿養子で高校の数学教師（勤務先は妙子の在学先である青垣高校）だが、妙子本人は数学が苦手。
永倉 えみる（ながくら えみる）
声：前田愛
身長：154cm / スリーサイズ：80/58/83 / 誕生日：7月20日 / 星座：蟹座 / 血液型：B型
宮城県仙台市出身、私立萌黄女子高等学校在籍。童顔の可愛らしい少女で、一人称は「えみりゅん」。成績は優秀（特に理系科目）な反面、オカルトマニアでややエキセントリックな行動をとることもあるが、実際の霊体験は大嫌い。主人公とは小学4年の後半に出会う。「好き」という態度を素直に表現するが、関係がこじれると急激に冷める。当時はその独特な言動によってクラスメイトからいじめられ孤立していたが、そんな彼女に唯一友好的に話しかけ、友達となったのが主人公だった。ある時、旧校舎の中を探検していた二人は、イジメっ子の男子らのイタズラによって外へ出られなくなってしまう事件が発生、夜になっても誰も助けに来て貰えず泣いていたところを勇気付けてくれた主人公が、月明りに反射したラムネの空き瓶からただ一つ外に出られる窓を見つけたことで無事脱出を果たした。その時にタイムカプセルとして旧校舎近くに埋めたラムネ瓶を、二人で掘り起こしたいという特別な想いがある。父親は仙台市役所勤務の公務員。母親はえみる本人に似て能天気な性格の専業主婦。
星野 明日香（ほしの あすか）
声：岡本麻見
身長：153cm / スリーサイズ：80/60/86 / 誕生日：6月21日 / 星座：双子座 / 血液型：B型
神奈川県横浜市出身、私立清華女子高等学校在籍。流行りものに目がないアイドル志望のミーハー娘だが、実際にアイドル並の美少女である。主人公とは中学2年の後半に出会う。誰とでもすぐ友達になれる明るい性格だが勉強は苦手で、通っているお嬢様学校も制服の可愛さで選んだほど。実家は母親が経営する元町のブティックで、姉がいる。当時、二人で映画を観に行こうとデートの予定を立てていたが、主人公は当日に急な引っ越しで行けなくなり、彼女は酷い風邪をひいて行けなくなってしまった。風邪により数日学校を休んだ彼女だったが、風邪が治って学校に登校すると主人公は既に転校した後であり、主人公も当日来られなかったという事情を知らない彼女は、自分が当日来なかったことを怒った主人公が、顔も見たくなくて何処かに転校してしまったのだと思い込み、それから自責の念をずっと抱えていた。観に行くことのできなかった映画を、いつかリバイバル上映される時に二人で観に行きたいと強く想っている。
保坂 美由紀（ほさか みゆき）
声：牧島有希
身長：156cm / スリーサイズ：85/58/84 / 誕生日：2月16日 / 星座：水瓶座 / 血液型：A型
石川県金沢市出身、石川県立茶山高等学校在籍。お人好しで人の頼みを断るのが苦手なおっとり眼鏡っ娘の優等生。主人公とは中学2年の前半に出会った。姉が1人いる（アニメでは兄も居るという設定）。老舗の呉服屋の娘として生まれるが、家業と地味な自分にコンプレックスを抱いている。和服の写真撮影を毎回のようにクラスメイトの男子に冷やかされ撮影が嫌でたまらなかった中、主人公だけが理解を示してくれたことをきっかけに仲良くなった。高岡の花火大会に、自分の家で扱っている反物の中から好きなものを選んで作った浴衣を着て行きたいと思っていたが、それが叶わぬまま主人公が転校してしまい、一緒に行くことも、浴衣を見せることも出来なかった。主人公への特別な想いとともに、いつか二人で選んで作った浴衣を着て花火大会に行きたいと今も望んでいる。
山本 るりか（やまもと るりか）
声：今野宏美
身長：165cm / スリーサイズ：82/56/84 / 誕生日：8月22日 / 星座：獅子座 / 血液型：O型
愛知県名古屋市出身、愛知県立水塚高等学校在籍。主人公とは小学6年の後半（アニメでは小学5年の前半）に出会う。サラリーマンの父親と、兄が1人いる（アニメでは性別の異なる双子という設定）。クラス全員で協力して発掘したアンモナイトの化石を、女だからと軽く見られるのを嫌った彼女が理科室に運ぶ役を引き受けたが、途中で重さに耐え切れず落として割ってしまう。教師はもともと主人公に頼んでいたことから割ったのは主人公であると思い込み、主人公は罪を被って、彼女が咎められることはなかった。本当のことを言い出せず、ショックで数日休んだ彼女だったが、登校した時には既に主人公は転校した後であり、クラスメイトからは化石を壊して学校に居られなくなったから逃げたのだと思われていた。それに耐えられなかった彼女は、主人公は無実であり、本当は自分が割ったのだと担任に泣きながら謝るのだった。明るく社交的な性格の彼女だが、これをきっかけに「嘘」に敏感になる。自分の所為で悪者の烙印を押されたまま転校していった主人公にきちんと謝りたいと強く想っている。
綾崎 若菜（あやさき わかな）
声：小田美智子
身長：165cm / スリーサイズ：84/57/85 / 誕生日：9月16日 / 星座：乙女座 / 血液型：A型
京都府京都市出身、私立紫雲女子高等学校在籍。厳格な家庭で育てられた純和風令嬢。もの静かで柔和な性格だが、怒る時は怒る。幼き頃、祖父に蔵に閉じ込められて以来暗いところが苦手。主人公とは小学6年の前半に出会う。クラスメイトが彼女を特別扱いする中、主人公だけが綾崎家の取り決めに臆さず堂々と冒険させてくれたことがきっかけで、主人公への特別な想いを持つ。かつて子供だった頃に蔵で見つけたオルゴールを探し出す手伝いをしてくれたこと、一度綾崎老に見つかって叩き出された後に時間を見計らって蔵の天窓から侵入して助けに来てくれたこと、その時に主人公が握ってくれた不格好なおにぎりがおいしかったこと全てが彼女にとっての忘れられない想い出。その時に見つけたオルゴールをいつかまた二人で聴きたいと強く想っており、無くさないようにと再び蔵にしまうが、またも蔵の中で行方不明になってしまう。祖父の存在感が強すぎるためか、祖父母について語られることは多いが両親については触れられていない。
森井 夏穂（もりい かほ）
声：満仲由紀子
身長：162cm / スリーサイズ：83/58/84 / 誕生日：4月19日 / 星座：牡羊座 / 血液型：O型
大阪府大阪市出身、私立笹峰女学園高等部在籍。陸上部に所属する陽気なスポーツ少女だが、時折少女らしい繊細さも覗かせる。家業はお好み焼き屋「おたふく」（アニメでは「もりや」）。主人公とは小学5年の後半に出会う。主人公が転校してきたばかりの頃、大阪府主催の陸上大会に向けてリレーの練習中だった彼女は、昨年の男子代表であった「卓也」が出てくれるものと思っていたが、彼は塾通いが忙しいため、陸上大会には出ないと断言していた。クラスから男子代表を選ぶ際、その彼が面白半分に陸上の経験が無い主人公を推薦し、彼女を困惑させた。陸上の経験が無いのになぜ辞退しなかったのかと主人公を責めたが「走る姿を見て自分も走りたくなった」と思いもよらぬ答えを聞き、生半可な気持ちではないことを悟った彼女は主人公を代表選手として認め、一緒に練習をするようになる。そうして一緒に練習を重ねていくうちに、次第と主人公へ好意を持つようになった。しかし、最後まで一緒に走り切ろうと約束するも、主人公は大会当日に引っ越しが決まってしまう。主人公の頑張りを遠目から見て本気で練習していたことを理解していた卓也は代走を受け入れるが、彼女は今も、主人公が自分へ遺した想いを胸にしまい、いつかまた一緒に走りたいと思っている。両親についてはお好み焼き屋の支店を任されていること以外は触れられていない。
七瀬 優（ななせ ゆう）
声：西口有香
身長：160cm / スリーサイズ：85/56/85 / 誕生日：12月18日 / 星座：射手座 / 血液型：B型
広島県広島市出身、広島県立朱之宮高等学校在籍。星を見るのが好きで、暇さえあれば日本各地を旅しているミステリアスな雰囲気の少女。容姿と立ち居振る舞いは非常に中性的。主人公とは中学1年の夏休みに出会い、12人の少女の中で最も一緒に過ごした期間が短い。両親は世界的に有名なクラシックの音楽家で、綾崎若菜・遠藤晶・杉原真奈美の各家庭にほぼ匹敵する裕福な家庭の出身。洋服のままプールに飛び込むため、ゲーム中のヒロインの中では唯一水着になる場面が存在しない（ゲーム外において水着姿のイラスト画像は存在する）。ペルセウス座流星群のあった日に岬の高台（アニメでは宮島の高台）で主人公と出逢い、それまで誰にも自分の感性を分かち合える者がいなかった中で主人公だけが唯一理解を示してくれたことが、特別な想いを持つきっかけとなった。なお、全12人の中で主人公と学校生活を共にしていないのは彼女だけだが、アニメでは時期的に16歳でなければならない時期に17歳と語ったり、ドラマCDでは主人公との出逢いの時期が自らが中学2年の時だと語る物もある。なお、企画・オーディション段階ではボクっ娘キャラだった。
杉原 真奈美（すぎはら まなみ）
声：豊嶋真千子
身長：158cm / スリーサイズ：78/56/81 / 誕生日：3月12日 / 星座：魚座 / 血液型：A型
香川県高松市出身、香川県立白井坂高等学校在籍。病弱で内向的だが、自然と鳥をこよなく愛する純粋な心を持つ、ガラス細工のように繊細な美少女。主人公とは中学3年の前半に出会う。香川県議会議員を務める政治家の父と、姉がおり、豪邸を所有している。病弱で学校も休みがちだった彼女にプリントを手渡しにきた形で主人公と知り合い、プリントを渡すために毎日自宅を訪問してくれる主人公と簡単な会話を重ねていくうちに、次第に好意を持つようになる。ある時、傷ついた小鳥の雛を見つけて保護し、二人で懸命に看病することになった。自らは何もできない小さな存在でしかないと思い込み、何をするにも内向的であった彼女は、主人公と共に雛を看病することで、自分にもできることが在ると気付く。看病の甲斐あって雛は回復し、元気に羽ばたき旅立っていくのを見て、自分も勇気を持って羽ばたけるんだと気付かせてくれた主人公は大切な存在。
松岡 千恵（まつおか ちえ）
声：米本千珠
身長：165cm / スリーサイズ：88/57/87 / 誕生日：11月23日 / 星座：蠍座 / 血液型：AB型
福岡県福岡市出身、私立黒曜館高等学校在籍。地元のアマチュアバンド「サウザンブラック」でヴォーカルを務めている。勝気で意地っ張りかつ熱血だが、内面は意外と女性的で照れ屋。主人公とは中学3年の後半に出会う。12人の少女の中で最も遅い時期に別れているが、これは卒業式後の謝恩会終了後であり、彼女と同じ中学を卒業している。実はモデルばりのスタイルの持ち主。成績は悪いが身体能力は非常に高くプレリュードの修学旅行では不良三人を素手で叩きのめしている。慎吾という弟が一人いる。主人公とは、学校でも問題児だった彼女が出席日数不足で留年しかけ、致し方なく登校した日に声をかけられる形で出逢う。いわゆる「不良」の彼女は学校内で煙たがられる存在であり、誰も声をかけなかったが、主人公だけが唯一声をかけてきたことで主人公に対して興味を持つようになる。主人公は彼女の活動するライブハウスに足を運ぶようになり、バンド仲間とも顔見知りになる。一方、主人公は担任から謝恩会の実行委員を彼女と一緒に担当するよう頼まれ、彼女にライブをしようと持ちかけ、一緒に練習するようになる。一緒に練習をし、一生懸命練習している主人公を見るうちに彼女は主人公に対して好意を持つようになる。謝恩会でのライブが成功をおさめ、彼女は自分を変えるきっかけをくれた主人公に感謝の気持ちを込めた歌を作って贈ろうとしたが、突然の引っ越しのため聴かせることが出来なかった。その曲をいつか聴かせたいと今でも想っている。両親は地元テレビ局のディレクター。
遠藤 晶（えんどう あきら）
声：鈴木麗子
身長：168cm / スリーサイズ：83/58/83 / 誕生日：10月31日 / 星座：天秤座 / 血液型：AB型
長崎県長崎市出身（初期設定では東京都世田谷区出身で後に長崎に転居したという設定。なお、演者の鈴木麗子は東京都世田谷区の出身）、長崎県立誠林女子高等学校在籍。高飛車で上品、はっきりものを言う典型的なお嬢様タイプ。若手ヴァイオリニストとして将来を嘱望されているが、コンクールでは2位に甘んじる事が多い。主人公とは中学1年の後半に出会う。父親は一流企業の重役で、クルーザーを所有している。また叔父は親族の中でも変わり者であり、喫茶店を営んでいる。弟が居る。音楽室でひそかにバイオリンの練習をしていた彼女の演奏に引き寄せられるように聴き惚れていた主人公に気付く形で出逢い、その時の感想がそれまで「美少女の彼女」に言い寄ってくる男子の誰とも違う異質のものであったことから主人公に対して興味を持つようになる。バイオリンを教えてほしいを言ってきた主人公にレッスンすることになり、二人で過ごす時間が多くなるにつれ、次第に主人公に対して好意を持つ。主人公と一緒にいると不思議とリラックスでき、スランプを脱した彼女は主人公にコンクールの招待状を贈り、自分の演奏を聴いてほしいと伝えた。結果としてコンクールで優勝するも主人公は引っ越しのため演奏を聴くことが出来ず、優勝したという結果しか判らないままであったため、自分の演奏を聴かせたいと思った彼女は授賞式そっちのけで埠頭に走り、埠頭でコンクールの時よりも優れた演奏を披露するが、主人公には届かない。いつか自分のバイオリンを聴かせようと想っている。

## 場所
作中で訪れることができる各地方の場所。現実世界では市内に存在する場所が市外扱いになっていたり、現実世界の場所と名称が異なっているものもある。市内散策時には選択できないイベント専用の場所も含む。
札幌市
市内：パセオ、北海道大学、道立近代美術館、たぬき小路、大通り公園（大通公園）
市外：小樽、定山渓、登別マリンランド（登別マリンパークニクス）、ふきだし公園、ニセコ
青森市
市内：サンセット青森（サンロード青森）、青森リビナ（ラビナ）、青森ベイブリッジ、新町通り、ねぶたの里
市外：浅虫、八甲田山、奥入瀬渓流、十和田湖、りんご園（弘前市樹木）
仙台市
市内：サンモール一番街（一番町）、仙台市野草園、青葉城、宮城県美術館、大崎八幡神社
市外：鳴子温泉、秋保温泉、宮城蔵王、菅生スポーツワールド（スポーツランドSUGO）、松島
東京都
東京タワー、ホテルニューオータニ、上野動物園、東京芸術大学、お茶の水女子大学、浅草、海浜公園
横浜市
市内：伊勢佐木町、横浜中華街、八景島、山下公園、みなとみらい21
市外：横須賀、鎌倉、小田原、箱根、江ノ島
金沢市
市内：香林坊、近江町市場、東山、金沢城跡、犀川
市外：輪島、能登島、七尾、高岡、加賀
名古屋市
市内：名古屋駅地下街、名古屋港、白川公園、大須演芸場、東山動植物園・AGスクエア
市外：犬山城、長島スパーリゾート（ナガシマスパーランド）、南知多、スモールワールド（リトルワールド）、明治野外博物館（博物館明治村）
京都市
市内：京都タワー、新京極、河原町、祇園、東山
市外：長岡京市、石清水八幡宮、松花堂、宇治公園
大阪市
市内：道頓堀、難波、日本橋、アメリカ村、心斎橋
市外：大阪城公園、天王寺、新世界、弁天町、天保山
広島市
市内：紙屋町、広島県現代美術館（広島市現代美術館）、比治山公園、平和記念公園、広島アレパーク（アルパーク）
市外：尾道、三段渓（三段峡）、妹背の滝、岩国、宮島
高松市
市内：ライオン通り、栗林公園、玉藻公園、屋島、女木島
市外：小豆島、レオマランド（レオマワールド）、瀬戸大橋記念公園、フィッシングポート（瀬戸大橋フィッシャーマンズワーフ）、金刀比羅宮
福岡市
市内：天神、中洲、キャナルパーク福岡（キャナルシティ博多）、大濠公園、ベイサイドももち（シーサイドももち）
市外：太宰府天満宮、スペースランド（スペースワールド）、志賀島、海の中道、柳川
長崎市
市内：築町界隈、オランダ坂、大浦天主堂、新地中華街、中島川河畔遊歩道
市外：島原、西海パールシーランド（西海パールシーリゾート）、西海橋、ハウステンボス町（ハウステンボス）、五島列島

## テーマソング
- OP曲「雲の向こう」 作詞：為我井徹 作曲：田島浩二 歌：S.G.T（Sentimental Graffiti Tears）[注釈 21]
- ED曲「センチメンタル・ラブ」 作詞：六月十三 作曲：田島浩二 歌：S.G.T（Sentimental Graffiti Tears）
- Windows版OP曲「Truly One」 作詞：M.S 作曲：田島浩二 歌：S.G.T with 渡辺かおる
- Windows版ED曲「My Only Love」 作詞：M.S 作曲：田島浩二 歌：S.G.T with 渡辺かおる

以下は、ゲーム中では各キャラクターの登場時に曲のみBGMとして流れる。
- 沢渡ほのか「Long Distance Call」 作詞：篠原美生 作曲：濱田智之 歌：鈴木麻里子
- 安達妙子「日曜日の丘」 作詞：浅田優美 作曲：徳永声一 歌：岡田純子
- 永倉えみる「私のもとへ逢いに来て」 作詞：浅田優美 作曲：篠原美生 歌：前田愛
- 星野明日香「Sweet Tears」 作詞：濱田智之 作曲：坂本志崇 歌：岡本麻見
- 保坂美由紀「一枚の風景」 作詞：加々美亜矢 作曲：武井浩之 歌：牧島有希
- 山本るりか「水色の宝石」 作詞：篠原美生 作曲：武井浩之 歌：今野宏美
- 綾崎若菜「せつなさの行方」 作詞：篠原美生 作曲：濱田智之 歌：小田美智子
- 森井夏穂「君がいれば・・・」 作詞：浅田優美 作曲：浅田優美 歌：満仲由紀子
- 杉原真奈美「想い出を止めたままで・・・」 作詞：濱田智之 作曲：濱田智之 歌：豊嶋真千子
- 七瀬優「Only Lonely Star」 作詞：浅田優美 作曲：坂本志崇 歌：西口有香
- 松岡千恵「Two Dreams」 作詞：濱田智之 作曲：武井浩之 歌：米本千珠
- 遠藤晶「振り向けば I Love You」 作詞：濱田智之 作曲：濱田智之 歌：鈴木麗子

これらの楽曲は当初NECアベニューから発売されていたが、後にレーベルをNECインターチャネルに移して再販された。1998年には新バージョンのキャラクターソングがコロムビアから発売されており、これらは『センチメンタルジャーニー』でのイメージソングとなっている。

## センチメンタルグラフティ〜約束
本作のメディアミックスの一環として制作された電撃G'sマガジン連載小説を元にした小説単行本上巻のタイトルであり、またそれを題材にしたノベルゲームである。ゲームは2001年3月29日にPlayStation版が、2003年12月25日にドリームキャスト版が本編と同じくNECインターチャネルから発売された。前述のとおり、小説版の下巻を元にしたノベルゲームの発売も予定されたが、発売中止となっている。

### 小説版の内容
電撃G'sマガジン連載小説は、『センチメンタルグラフティ〜約束』『センチメンタルグラフティ〜再会』の上下巻に編集され、角川スニーカー文庫より刊行されている。上巻に当たる『〜約束』は本編主人公と12少女との思い出とその別れを描いたものである。
なお、下巻に当たる『〜再会』は本編のオープニング内容にほぼ準じたものであるが、設定時期が夏休みとなっている点がゲームと異なる（ゲームでは春休み）。

### 新装版『+』（プラス）と『告白』
2004年10月、『センチメンタルプレリュード』の発売に合わせて、宙出版ハートノベルズより、同作の小説版、及び『約束』『再会』の新装版が『〜+』（プラス）の表題で、それぞれ刊行された。『約束+』には、「ザ・スニーカー」に連載された『センチメンタルグラフティ　あなたにあいたくて』が追加収録された。また、角川スニーカー文庫版の中で一部に誤った記述の箇所が在るが『再会+』では当該箇所が修正されている。また、『再会+』には主人公とヒロインの想いの成就を描いた『告白』の安達妙子編が収録されている。安達妙子篇以外の『告白』篇が収録されなかった件ついて、大倉は「脱稿直後に企画自体がボツになってしまったため、他のヒロインのストーリーは執筆されていない」と釈明している。
- 『センチメンタルグラフティ〜約束+』　ISBN 477679070X
- 『センチメンタルグラフティ〜再会+』　ISBN 4776790718
- 『センチメンタルプレリュード〜キミと僕らの物語』　ISBN 4776790726

## ラジオ番組
12人のメンバーが3人ごと4組に分かれて出演。いずれもTBSラジオで放送されていた。
- センチメンタルナイト（1997年） - パーソナリティ：藤田淑子
- 帰ってきたセンチメンタルナイト（1998年4月7日から9月29日）
- Onlyセンチメンタルナイト2（1999年4月から2000年3月）

## センチ20thプロジェクト
2018年は1998年1月22日の同作の発売から20周年となる年であることから、予てより西口有香らによって20周年記念プロジェクトが立案されていた。西口は早期から20周年記念プロジェクトを考えており、鈴木麻里子に相談するなどしていたことを旧ブログに記載している。西口以外にも豊嶋真千子などが20周年記念の企画を考えていたとのことである。具体的に話が持ち上がったのは2016年10月であったという。ただし、メンバー各位が各々の仕事で忙しいことや、一部のメンバーが既に引退していることなどの事情もあって企画はなかなか進展しなかったが、2017年11月にtwitterの公式アカウントが開設され、twitterを利用しているメンバーが相互フォローをするなどして企画が徐々に構築され、2018年3月より20周年記念プロジェクトのイベント・企画が開始された。
クラウドファンディングのCAMPFIREを利用して開催資金を募り、2019年1月19日(土)にイベントを行うことが決定。クラウドファンディング開始前に発表されたリターン内容に出資予定者から疑問の声が出、内容の再考を余儀なくされるなどの問題が起こったものの、クラウドファンディング開始9分で目標額1,000万円を達成し、最終的に支援人数2,316人、総額34,701,700円の支援を集めた。
- 第1弾 - 『センチメンタルジャーニー』 配信放送開始 （2018年3月22日より、バンダイチャンネルにて配信放送開始）
- 第2弾 - 『センチメンタルジャーニー』 劇場上映 （2018年7月20日、新宿ピカデリーにて12話の中から無作為に選抜された4話が上映された[注釈 25]）
- 第3弾[注釈 24] - 『帰ってきたセンチメンタルナイト 20』 配信開始 （2018年8月2日より、TwitCasting LIVEにて配信開始[注釈 26]）
- センチメンタルグラフティ20周年スペシャルイベント〜再会〜（2019年1月19日に、東京・神保町の一ツ橋ホールにて、14:00、19:00の2部開催）

## 備考
- 日本国内でのWindows版の発売に合わせ、台湾と韓国向けに舞台や設定を現地に合わせて翻案したWindows版が発売される予定であったが頓挫し、最終的には日本語テキストの翻訳と主題歌の変更のみが行われて発売された。台湾版は前述の点を除けば日本版と同じであるが、韓国版では韓国語による台詞の収録や、一部のヒロインの衣装の差し替えが行われている[注釈 27]。
- SGガールズが12人そろってから最初にリリースしたキャラクターソングCDは、それぞれ収録トラック数が70以上に及び、その殆どが無音かつ数秒で終わるという珍しい作りになっている。確実に収録されているのはトラックNo.1からトラックNo.5までであるが、トラックNo.5は最初は担当声優の自己紹介で始まり、自己紹介が終わると無音状態が続き、そこから暫く再生したままにしておくと、トラックの終了間際にヒロインの声でメッセージが流れる。また、トラックNo.40を過ぎたあたりから再びヒロインの声でゲーム本編の主人公宅の留守番電話に伝言を入れるメッセージドラマが収録されている。これらは無音状態が続いている中で突如登場する演出となっているため、何も収録されていないものと勘違いして聴き逃す者が多い。そのため、一種の隠しトラックとなっている。